# TV Geminorum
TV Geminorum eller HD 42475, är en trolig dubbelstjärna belägen i mellersta delen av stjärnbilden Tvillingarna. Den har en högsta skenbar magnitud av ca 6,27 och är mycket svagt synlig för blotta ögat där ljusföroreningar ej förekommer. Baserat på parallax enligt Gaia Data Release 2 på ca 0,32 mas beräknas den befinna sig på ett avstånd av ca 4 500 ljusår (ca 1 500 parsec) från solen. Den rör sig bort från solen med en heliocentrisk radialhastighet av ca 20,5 km/s. Den ingår i stjärnföreningen Gemini OB1 och har en absolut magnitud på -6,31.

## Observation

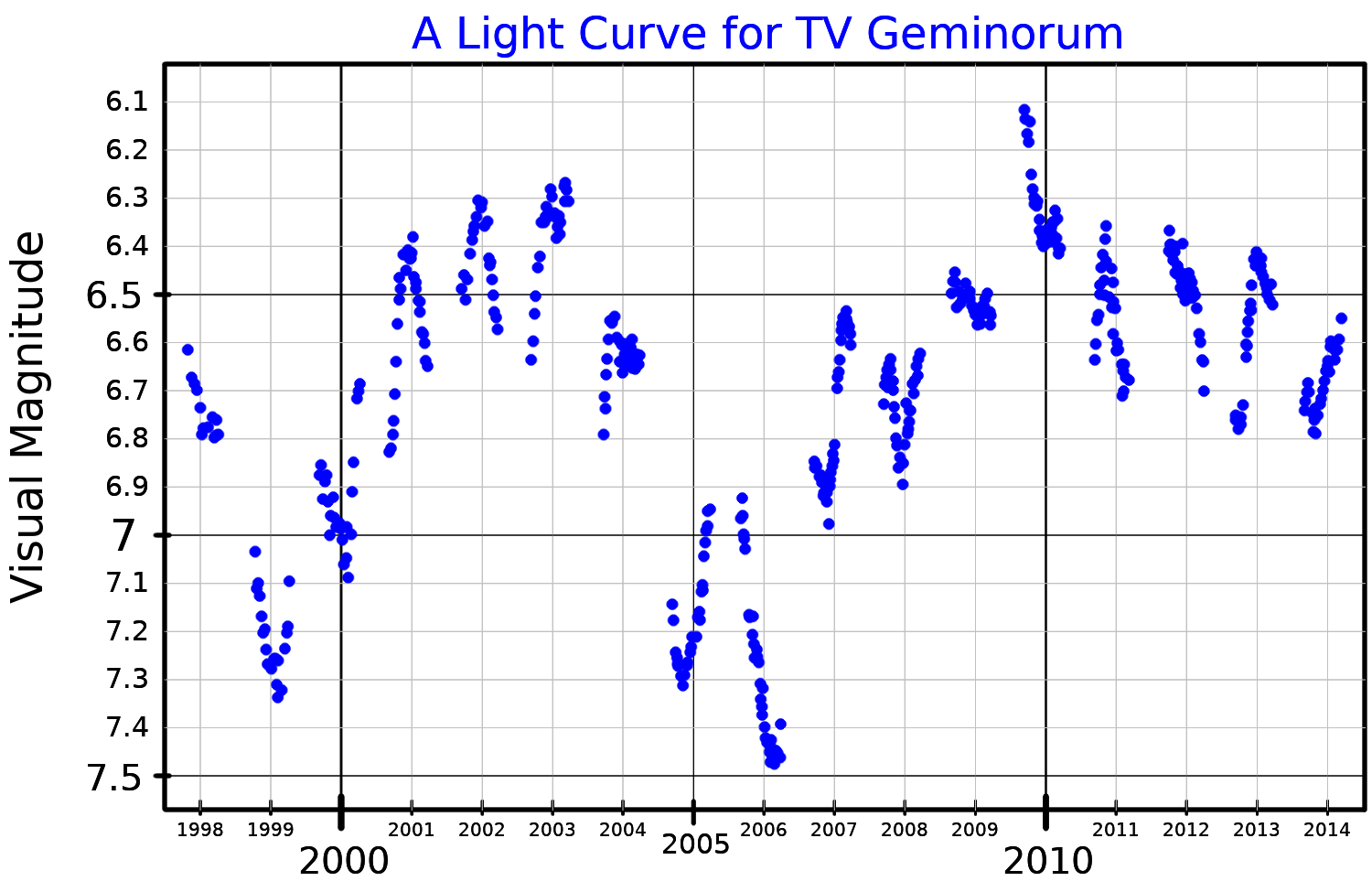
Ljuskurva i visuella bandet för TV Geminorum, anpassad från Wasatonic et al. (2015)

TV Geminorum klassificeras som en halvregelbunden variabel, vilket betyder att dess ljusstyrkeförändringar inte är förutsägbara, men visar viss periodicitet. General Catalogue of Variable Stars listar ingen period, men International Variable Star Index ger en osäker period på 229 dygn. En detaljerad studie av TV Geminorum mellan 1997 och 2014 noterade perioder på 411 dygn och 3 137 dygn.

## Egenskaper
Primärstjärnan TV Geminorum är en röd superjättestjärna av spektralklass K5.5 - M1.3 Iab. Den har en massa av ca 14 solmassor, en radie av 620 - 710 solradier och utsänder energi från dess fotosfär motsvarande 62 000 - 89 000 gånger solen vid en effektiv temperatur av 3 500 - 3 850 K. Huvuddelen av den elektromagnetiska strålningen sänds ut vid våglängder längre än det visuella bandet, och är bara cirka 20 000 gånger ljusare än solen vid visuella våglängder.
Pulseringarna är inte korrelerade med ljusstyrkan på det förväntade sättet. Andra pulserande variabler är som ljusast när de är som varmast och som minst, men TV Geminorum följer inte denna regel. Det har föreslagits att variationerna i ljusstyrkan påverkas av bildandet av supergranuler som omger stjärnan. Spektraltypen varierar i takt med temperaturförändringarna, från så tidigt som K5.5 till så sent som M1.3. Typen M1.3 baseras på en numerisk beräkning från fotometri. MK-spektralklassen är M0 - M1,5 Iab.
Om TV Geminorum var i centrum av solsystemet, skulle de fyra inre planeterna, inklusive jorden, omfattas av stjärnan. Den tappar massa i en årlig takt av 3,5 × 10−7 solmassa.
TV Geminorum verkar ha en mycket nära het följeslagare. Dess existens härleds från ett ultraviolett överskott i den spektrala energifördelningen. Spektraltypen som bestäms från den ultravioletta delen av spektrumet är B4 och tyder på att stjärnan är en jätte även om man tror att detta kan orsakas av stjärnvinden från en underliggande huvudseriestjärna. Den uppskattas ha en skenbar magnitud på 11,2 och en absolut magnitud på -1,4.